# Siim-Valmar Kiisler
Siim-Valmar Kiisler (né le 6 novembre 1965 à Tallinn) est un homme politique estonien, membre d'Isamaa.

## Biographie
En 1984, il termine ses études secondaires à Tallinn, dont il intègre l'université de technologie. Il en ressort sept ans plus tard avec un diplôme en systèmes de contrôle automatisés.
Il occupe la présidence du conseil de surveillance de la société Glacier Eesti AS entre 1995 et 2003.
Marié, il est père de trois garçons et d'une fille. En outre, il sait parler anglais, russe et finnois.

## Activité politique
Il est élu au conseil municipal de Tallinn en 1999. La même année, Siim-Valmer Kiisler est nommé chef du district du Centre de Tallinn et le reste deux ans.
Revenu au conseil municipal en 2002, il le quitte en 2003, à la suite de son élection comme député au Riigikogu. Il y siège jusqu'en 2005, puis à nouveau entre 2006 et 2007.
Il est tout d'abord membre du parti Res Publica, dont il préside le groupe parlementaire, puis il rejoint l'Union pour la patrie et Res Publica (IRL).
Il est réélu député aux législatives du 4 mars 2007, puis nommé Vice-ministre au sein du ministère des Affaires économiques et des Communications, dirigé par Juhan Parts.
Le 23 janvier 2008, Siim-Valmar Kiisler devient ministre des Affaires régionales dans le second gouvernement dirigé par le Premier ministre Andrus Ansip. Il est reconduit à ce poste dans le troisième gouvernement Ansip, formé à l'issue des élections législatives de 2011.